# Micieces de Ojeda
Micieces de Ojeda es un municipio y localidad española de la provincia de Palencia, en la comunidad autónoma de Castilla y León. Cuenta con una población de 71 habitantes (INE 2024).

## Geografía
En la comarca de La Ojeda, al noroeste de la provincia.
Su término municipal también comprende la pedanía de Berzosa de los Hidalgos. La economía del pueblo está basada en la agricultura y ganadería.
Junto a la localidad discurre el arroyo del Indiviso, el cual desemboca en el Río Burejo. Siendo este río el principal del valle de la Ojeda. De este arroyo toma sus aguas el Cuérgano para discurrir por los molinos de la localidad, así como huertas, antes de unirse de nuevo en la entrada de la localidad.
Junto al arroyo y las numerosas fuentes existentes en el término municipal nos encontramos con varios "altos" y "montes" desde los cuales se pueden divisar varias localidades de la comarca, así como el skyline que forma la Montaña palentina.
Destacando el Espigüete y el Curavacas

## Historia

### SigloXIX
Así se describe a Micieces de Ojeda en la página 402 del tomo XI del Diccionario geográfico-estadístico-histórico de España y sus posesiones de Ultramar, obra impulsada por Pascual Madoz a mediados del siglo XIX:

MICIECES DE OJEDA

Lugar con ayuntamiento al que está incorporado Berzosilla de los Hidalgos en la provincia y diócesis de Palencia (13 leguas), partido judicial de Cervera del Río Pisuerga (13), audiencia territorial y capitanía general de Valladolid (21).
Situado en un pequeño valle sobre una llanura, combatida por los vientos de N y O. Su clima es templado y propenso a calenturas gástricas y catarros.
Consta de 34 casas de pobre construcción distribuidas en 2 calles anchas y sin empedrar. La escuela de primeras letras solo dura los meses de invierno y concurren 12 alumnos de ambos sexos; la dotación del maestro consiste en 200 reales y se paga por reparto vecinal.
Para surtido de aguas se valen de un pequeño arroyo que pasa por el pueblo. La iglesia parroquial bajo la advocación de San Julián y Santa Basilisa, está servida por un cura de entrada y un sacristán. Dentro de la población hay una ermita con el título de Nuestra Señora de la Calle, y otra en el término a la parte S de San Lorenzo.
El término confina N con Payo; E Villavega de Micieces; S Berzosa de los Hidalgos, y O Báscones de Ojeda.
El terreno disfruta de monte y llano, regándose parte de este con las aguas del citado arroyo. Al O hay un monte poblado de roble del cual se surten de leña.
Los caminos son de pueblo a pueblo y su estado mediano.
La correspondencia se recibe de Herrera de Pisuerga por la estafeta de Prádanos.
Producciones: trigo, cebada, centeno, morcajo, lino y toda clase de legumbres; se cría caza de liebres, perdices y codornices, y pesca de cangrejos.
Industria: la agrícola y ganadería.
Comercio: la venta de granos y ganado que presentan en los mercados de Prádanos, Herrera y Sotobañado.
Población: 34 vecinos, 177 almas.

Capital productivo: 77.200 reales. Imponible: 1.524. El presupuesto municipal asciende a 300 reales y se cubre por reparto vecinal.

## Geografía humana

### Demografía
Cuenta con una población de 71 habitantes (INE 2024).
| Gráfica de evolución demográfica de Micieces de Ojeda entre 1842 y 2021 |
| |
| Población de derecho según los censos de población del INE Población de hecho según los censos de población del INEEntre el censo de 1857 y el anterior, crece el término del municipio porque incorpora a 345013 (Berzosa de los Hidalgos) |

## Administración y política

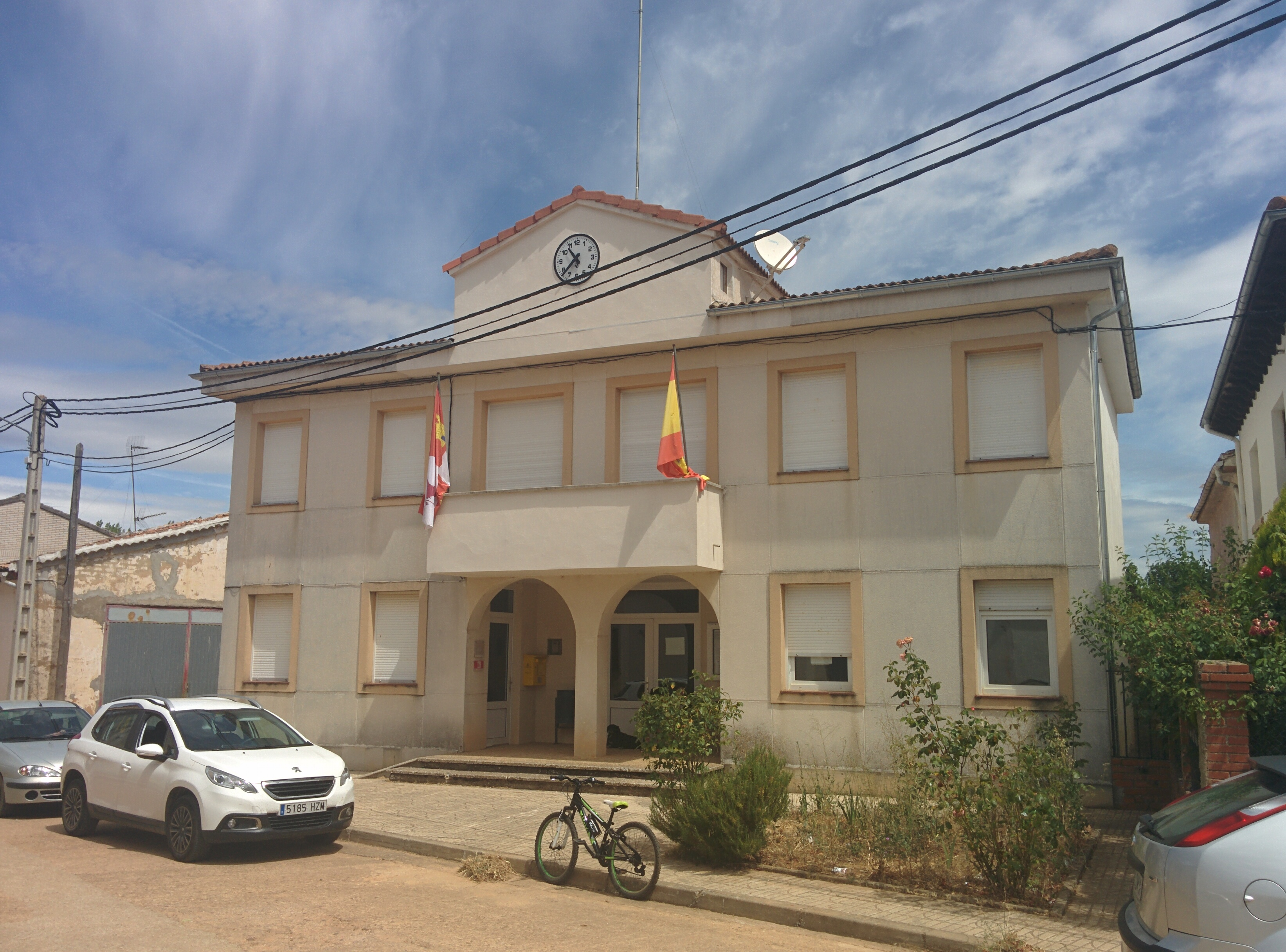
Casa consistorial

- Alcaldes desde la Transición

| Periodo   | Nombre                  | Partido |
| --------- | ----------------------- | ------- |
| 1979-1983 | Manuel Ortiz            |         |
| 1983-1987 | Nilo Barbero            |         |
| 1987-1991 | Nilo Barbero            |         |
| 1991-1995 | Melquiades Cosgaya      |         |
| 1995-1999 | Ricardo Pelaz           | PP      |
| 1999-2003 | Francisco Javier Fraile | PP      |
| 2003-2007 | Jerónimo Bravo          | PP      |
| 2007-2011 | Jerónimo Bravo          | PP      |
| 2011-2015 | Jerónimo Bravo          | PP      |
| 2015-2019 | Javier Fraile           | PP      |
| 2019-2023 | Javier Fraile           | PP      |
| 2023-act. | Francisco Cerezo        | PP      |

## Cultura

### Patrimonio

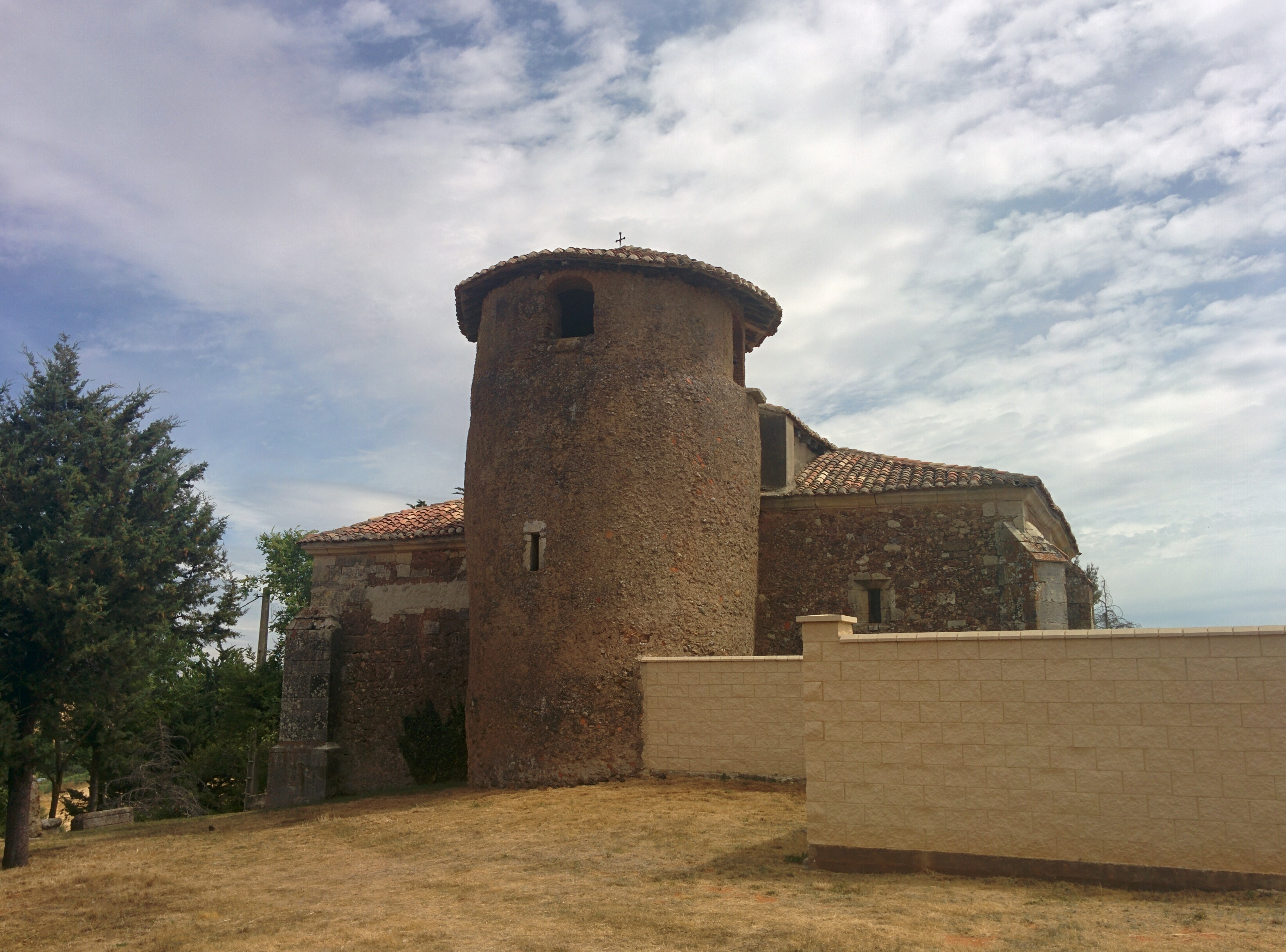
Iglesia de San Julián y Santa Basilisa

Iglesia parroquial de San Julián y Santa Basilisa
Ermita de la Virgen de la Calle
Cuérnago
Molinos de agua
Junto al Cuérgano podemos encontrar tres molinos de agua llamados: de arriba, del medio y de abajo. Dichos molinos son construcciones sencillas que cumplieron su función en décadas pasadas para moler la harina para hacer el pan. Son de construcción sencilla y destacan por el color rojizo exterior, fruto de la tierra arcillosa de la comarca.
Ermita de San Lorenzo
Ermita situada a menos de 1 km de la localidad a la cual se llega a través de un camino flanqueado por chopos.
Se encuentra bajo la advocación de San Lorenzo y según estudios pudiera haber sido siglos atrás la parroquia de un antiguo poblado situado en sus alrededores.
Su entrada se hace en un lateral a través de una pequeña y sencilla portada románica con dos arquivoltas y adornos de nidos de abejas y rombos.
Consta de una sola nave dividida en dos zonas: 
el presbiterio cubierto de piedra con sencilla bóveda de horno, el cual acoge un retablo barroco del siglo XVII sin dorar dedicado a San Lorenzo; y otra cubierta con una sencilla techumbre de vigas y tablas de madera. 
Remata esta sencilla ermita una españada que hoy día no cuenta con campanil.
Años atrás era el punto final de las procesiones de rogativas que el pueblo de Micieces llevaba a cabo por diversas circunstancias.
Fragua

### Fiestas
10 de agosto, San Lorencillo
Fiesta organizada por los jóvenes de la localidad, organizados estas por quintas y siendo los encargados por varios años de estas fiestas. De ellos surgió la idea de la celebración desde hace más de 10 años de un festival de música rock llamado "San Lorenzo Rock". 
Totalmente autogestionado por ellos, ha podido contar en las ediciones con bandas como Debruces, Hachazo, Senda de Odio, La sombra del vaso, K buen dios.
El festival se realiza en la plazuela del teleclub, es totalmente gratuito y se celebra sobre el 10-11 de agosto.
En estas fiestas, coincidentes con las honomástica de San Lorenzo, se celebra la St. Misa en la ermita extramuros que hay en la localidad.
5 y 6 de septiembre, San Lorenzo
En el mes de septiembre San Lorenzo convoca de nuevo a todos los vecinos y migrantes del pueblo. Esta vez las fiestas son organizdas desde el ayuntamiento y cuenta con diversas actividades que durante varios días llena de nuevo el pueblo.
Además cuenta con misa y procesión con el pendón del municipio desde la iglesia parroquial, situada esta en un pequeño alto que domina toda la villa.
20 de noviembre, Virgen de la Calle
La víspera de la fiesta de la Presentación de la Virgen Micieces honra a su patrona, la Virgen de la Calle. Advocación que comparte con la capital.
Esa tarde y rememorando las hogueras que se hicieron cuando la Virgen fue traída al pueblo, los jóvenes suben al monte a cortar leña para hacer una hoguera y alumbrar la noche.
El encendido de la hoguera tras el rezo del rosario marca el inicio de la llamada "Guerra de los pelusos". Estos son juncos recogidos por los santos que son lanzados a todo aquel despistado que anda por la calle. Un chocolate y unas patatas asadas en las ascuas de la hoguera dan por finalizado el día.
Al día siguiente, 21 de noviembre, se celebra la Santa Misa en la ermita de la Virgen de la Calle.